# Comune di Dronninglund
Il comune di Dronninglund era un comune danese situato contea dello Jutland Settentrionale. Capoluogo era la cittadina omonima.
Con la riforma amministrativa entrata in vigore il 1º gennaio del 2007 il comune è stato soppresso. Il territorio comunale è stato accorpato a quello del preestente comune di Brønderslev per costuituire il nuovo comune di Brønderslev. 
Al momento della soppressione aveva una popolazione di 15 213 abitanti (2005) e una superficie di 216 km².